# Bachchor Mainz
Le Bachchor Mainz (en français Chorale Bach de Mayence) est un chœur mixte fondé en 1955 à Mayence, dont le répertoire s'étend de la musique chorale du XVIe siècle à la musique contemporaine. Il est dirigé par Ralf Otto (de).

## Histoire
La fondation de la chorale remonte à Diethard Hellmann (de) en 1955, qui en tient la direction pendant 30 ans. Son successeur Ralf Otto, qui s'inscrit dans le courant baroqueux, a élargi le répertoire de la chorale au romantique et au moderne.
La chorale se produit à la radio, la télévision et enregistre des CD. En 2006 a été réalisé un nouvel enregistrement chez New Classical Adventure du Requiem de Mozart selon l'édition de Robert D. Levin. En 2008, elle enregistre un CD Noël chez SONY BMG classical avec un programme de musique française romantique de Noël : le partenaire de la chorale était alors l'orchestre baroque de Munich L'Arpa Festante, qui partage l'approche historique baroqueuse. Le répertoire de musique romantique et moderne amène la chorale à travailler régulièrement avec le Deutsche Radio Philharmonie Saarbrücken Kaiserslautern et le Deutsche Staatsphilharmonie Rheinland-Pfalz.
Parmi les directeurs de chœur invités, on peut citer Eliahu Inbal, Michael Gielen, Enoch zu Guttenberg, Péter Eötvös, Georges Prêtre, Peter Schreier, Adam Fischer, Sylvain Cambreling, Riccardo Chailly et Philippe Jordan.
Avec la redécouverte de l'œuvre de Wilhelm Friedemann Bach, fils aîné de Bach, après la seconde guerre mondiale, et le troisième centenaire de sa naissance, le Bachchor Mainz a réalisé 4 de ses cantates à la télévision.

### Tournées
Le Bachchor de Mayence est régulièrement invité en Allemagne et au dehors. Ses tournées le mènent en France, en Espagne en Pologne, en Israël et en Amérique du Sud. Depuis 1992 il contribue régulièrement aux concerts philharmoniques de l'opéra de Zurich. En 2003, la chorale fut récompensée comme Meilleur chœur de l'année 2003 par l'association des critiques de musique d'Argentine. En 2006, en réponse à une invitation du Mozarteum Argentino (en), elle se produit dans une tournée en association avec le Deutschen Staatsphilharmonie Rheinland-Pfalz en Argentine, au Brésil et en Uruguay (entre autres au Teatro Colón de Buenos Aires) avec au programme la Messe en ut mineur de Mozart et le Messie de Haendel selon l'orchestration de Mozart.

### Participations aux festivals
Le Bachchor Mainz participe régulièrement à des festivals de musique : celui de Rheingau (de), de la Moselle (de) (concert d'ouverture en 2013 et 2015), du château de Weilbourg (de), au Festival de musique d'église européenne (de) à Schwäbisch Gmünd et au Festival international Echternach.

## Source de la traduction
- (de) Cet article est partiellement ou en totalité issu de l’article de Wikipédia en allemand intitulé « Bachchor Mainz » (voir la liste des auteurs).